# Karl-Heinz Bley

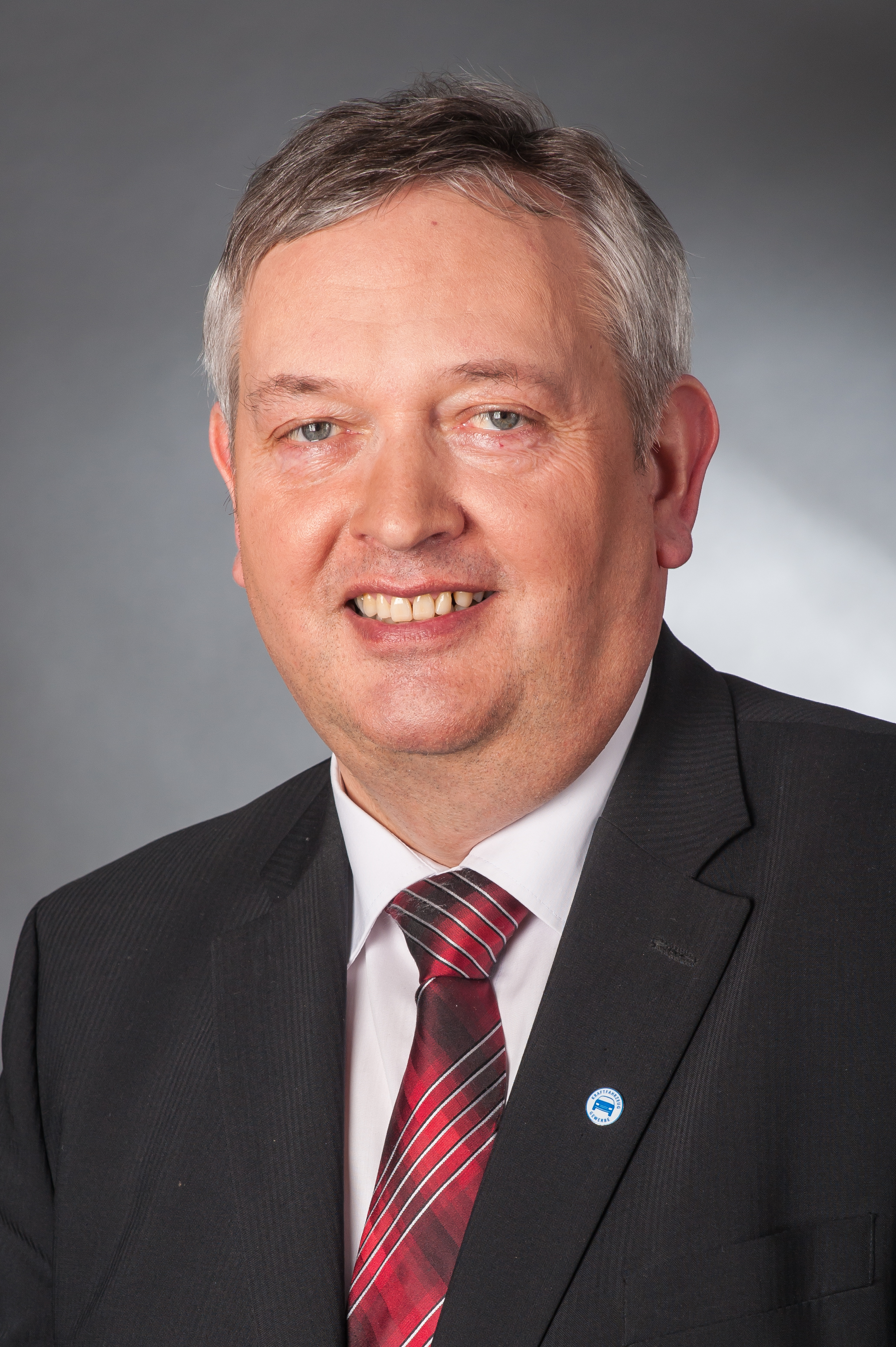
Karl-Heinz Bley, 2013

Karl-Heinz Bley (* 6. Oktober 1952 in Garrel, Landkreis Cloppenburg) ist ein deutscher Politiker (CDU). Er war von März 2003 bis November 2022 Mitglied des Niedersächsischen Landtags.

## Ausbildung und Beruf
Nach dem Besuch der Volksschule machte Bley eine Ausbildung zum Kraftfahrzeugmechaniker, 1977 legte Bley die Meisterprüfung in diesem Beruf ab. Seit 1982 ist er als selbständiger Kfz-Mechaniker und -händler in Garrel tätig.
Bley ist verheiratet und hat drei Kinder.

## Politik
Bley ist seit 1988 Mitglied der CDU, von 1996 bis 2011 war er Ratsherr in der Gemeinde Garrel, von 2001 bis 2011 übte er zudem die Funktion des stellvertretenden Bürgermeisters der Gemeinde Garrel aus. In den Jahren 2001–2001 war er ebenfalls als Kreistagsabgeordneter im Landkreis Cloppenburg tätig. Von 2003 bis 2022 war er Mitglied des Niedersächsischen Landtags und direkt gewählter Abgeordneter des Wahlkreises 66 Cloppenburg-Nord. In der CDU-Landtagsfraktion fungierte er als Sprecher für die Bereiche Wirtschaft, Arbeit und Verkehr. Bei der Landtagswahl in Niedersachsen 2022 trat er nicht erneut an.
Von 2007 bis 2016 war Karl-Heinz Bley Präsident des Niedersächsischen Handwerkstags (NHT). Außerdem ist er Landesinnungsmeister und Präsident des Landesverbands des Kraftfahrzeuggewerbes Niedersachsen-Bremen.
2024 erhielt er das Verdienstkreuz 1. Klasse des Niedersächsischen Verdienstordens.